# Cole-Cole-Diagramm

Cole-Cole-Diagramm der dielektrischen Funktion von Wasser bei 0 °C

Aktuelle Daten zur Permittivität von Wasser (20 °C), hier als Bode-Diagramm

Das Cole-Cole-Diagramm (auch: Cole-Cole-Kreis oder Cole-Cole-Plot) stellt komplexe Stoffparameter, wie Impedanzen oder die Permittivität von dielektrischen Materialien, als Ortskurve in der Gaußschen Zahlenebene als Funktion der Frequenz dar (siehe auch: Zeigerdiagramm). Ein Cole-Cole-Diagramm im engeren Sinne zeigt die Permittivität, während ein Nyquist-Diagramm im engeren Sinne die Impedanz aufträgt. In vielen Fällen werden die Begriffe Cole-Cole-Diagramm und Nyquist-Diagramm aber synonym und allgemein für die Darstellung dieser frequenzabhängigen Größen in der Gaußschen Ebene verwendet. Das Cole-Cole-Diagramm hat außerdem Ähnlichkeit zu dem wenige Jahre später als Hilfsmittel für die HF-Technik entworfenen Smith-Diagramm.

## Historisches
Der Name des Cole-Cole-Diagramms stammt von den beiden Brüdern Kenneth S. Cole und Robert H. Cole, die ab 1931 zusammen experimentelle Untersuchungen bezüglich der Impedanz von biologischem Gewebe durchführten. 1941 veröffentlichten sie eine wegweisende Diskussion der Frequenzabhängigkeit der Permittivität, die sie 1942 in einer weiteren gemeinsamen Arbeit ergänzten. Der Biophysiker Kenneth S. Cole hatte das Diagramm aber auch schon 1928 verwendet.

## Eigenschaften und Bedeutung
Ein typisches Cole-Cole-Diagramm beschreibt einen Halbkreis, dessen Mittelpunkt auf der reellen Achse liegt (siehe Bild). Auf der Abszisse des Cole-Cole-Diagramms wird der Realteil {\displaystyle \varepsilon '} der relativen Permittivität (Dielektrizitätszahl) {\displaystyle \varepsilon =\varepsilon '-j\varepsilon ''} und auf der Ordinate ihr negativer Imaginärteil {\displaystyle \varepsilon ''} (dielektrische Verluste) abgelesen.
Die relative Permittivität {\displaystyle \varepsilon } von Stoffen hängt von der Temperatur und von der Frequenz ab. Die Frequenzabhängigkeit kann nach der folgenden Beziehung als Cole-Cole-Diagramm dargestellt werden, wobei {\displaystyle \omega } die Kreisfrequenz und i die imaginäre Einheit ist.
{\displaystyle \varepsilon =\varepsilon _{\infty }+{\frac {\varepsilon _{s}-\varepsilon _{\infty }}{1+(i\omega \tau )^{1-\alpha }}}}
Als Ortskurve ergibt sich annähernd ein Halbkreis, dessen Lage und Größe von vier Parametern abhängt, die für das Beispiel von Wasser bei Raumtemperatur oder dem dielektrisch sehr ähnlichen Muskelgewebe etwa die folgenden Werte haben:
- Die statische Dielektrizitätszahl {\displaystyle \varepsilon _{s}}, also die relative Permittivität des Dielektrikums bei der Frequenz 0 Hz {\displaystyle \varepsilon _{s}\approx 80}
- Die Dielektrizitätszahl bei sehr hohen Frequenzen {\displaystyle \varepsilon _{\infty }\approx 6}
- Die Relaxationszeitkonstante {\displaystyle \tau \approx 10~\mathrm {ps} }
- Der Cole-Exponent, er beträgt für Muskelgewebe {\displaystyle 1-\alpha \approx 0{,}8} und für Wasser {\displaystyle 1-\alpha \approx 1}

Dem Cole-Cole-Diagramm lassen sich einige wichtige charakteristische Parameter des untersuchten Dielektrikums entnehmen. Hierzu dienen der Cole-Exponent {\displaystyle \alpha }, die Relaxationszeit {\displaystyle \tau } beziehungsweise ihr Kehrwert {\displaystyle \omega _{c}=1/\tau }. Der Cole-Cole-Kreis weist zwei reelle Schnittpunkte mit der Abszisse auf. Bei der Resonanzfrequenz {\displaystyle \omega _{c}} hat die Ortskurve ihr Maximum. Im Bild (oben) ist die Ortskurve der relativen Permittivität von Wasser für die Temperatur 0 °C dargestellt. Bei dieser Temperatur ist {\displaystyle \varepsilon _{s}\approx 88} und {\displaystyle \varepsilon _{\infty }\approx 4}.